# Hitoshi Igarashi
Hitoshi Igarashi (en japonès: 五十嵐一, Igarashi Hitoshi; Niigata, 10 de juny de 1947 – Tsukuba, 11 de juliol de 1991) va ser un traductor i professor universitari japonès, especialitzat en Història i literatura àrab i persa. La traducció al japonès de la novel·la Els Versos Satànics, de Salman Rushdie, va ser el mòbil del seu assassinat.

## Primers anys i educació
Igarashi va néixer a la ciutat de Niigata el 10 de juny de 1947. El 1976 va realitzar el seu programa doctoral en Art islàmic a la Universitat de Tòquio i va gaudir d'una estada com a investigador en la Reial Acadèmia de l'Iran fins a la Revolució islàmica de 1979.

## Carrera
Va treballar com a professor associat de cultura islàmica comparada a la Universitat de Tsukuba. Va traduir El Cànon de la Medicina d'Avicenna i Els Versos Satànics de Salman Rushdie, i va escriure diversos llibres relacionats amb l'Islam, incloent-hi El Renaixement Islàmic i Medicina i Saviesa d'Orient.

## Mort
El 1989, l'aiatol·là Ruhol·lah Khomeini va emetre una fàtua demanant la mort de l'«autor del llibre dels Versos Satànics, el qual és contrari a l'Islam, al Profeta i l'Alcorà, i tots aquells involucrats en la seva publicació i que són conscients del seu contingut».
El 1990, un any després de la fàtua, Igarashi i el seu editor Gianni Palma van fer una roda de premsa a Tòquio per anunciar el seu projecte de traducció al japonès dels Versos Satànics. Diversos musulmans xiïtes van assistir a l'acte per protestar per la publicació i, en un moment donat, un musulmà pakistanès va pujar a l'escenari i va intentar assaltar Palma. L'agressor va ser detingut i deportat. Poc després, el 12 de juliol de 1991, Igarashi va ser apunyalat repetidament en el rostre i als braços per un agressor desconegut, fet que li va provocar la mort de forma immediata. El seu cadàver es va trobar a l'oficina que tenia a la Universitat de Tsukuba, situada a la prefectura d'Ibaraki, al Japó.
El 2006, es va tancar el cas sense haver determinat cap sospitós. L'analista de l'Agència Central d'Intel·ligència (CIA) Kenneth M. Pollack va afirmar al llibre The Persian Puzzle que l'atac va ser una operació encoberta dels Guàrdies Revolucionaris iranians. El 2010, la revista Bungeishunjū va informar d'un rumor que circulava per l'agència d'immigració japonesa que un jove i ric bengalí hauria comès l'assassinat i, l'endemà, va tornar volant al seu país natal sense que fos descobert. Segons el rumor no verificat, el Japó havia rebutjat extradir el sospitós bengalí a causa de la por de reactivar la ira sobre la controvèrsia dels Versos Satànics.